# Ломбардо, Туллио
Туллио Ломбардо, или Ломбарди (итал. Tullio Lombardo, Tullio Lombardi; 1455, Венеция — 17 ноября 1532, Венеция) — итальянский скульптор и архитектор эпохи Возрождения венецианской школы. Представитель большой семьи каменотёсов, скульпторов и строителей. Сын и ученик одного из родоначальников семьи — Пьетро Ломбардо, или Ломбарди (1435—1515), который, как и его младший брат Антонио Ломбардо (1458—1516), был сыном Пьетро Ломбардо, или Ломбарди (1435—1515). Некоторые историки считают его настоящей фамилией «Солари», а прозвание «Ломбардо» старшие члены семьи получили по месту своего рождения — селения в районе Карона (Carona) в швейцарском муниципалитете Лугано италоязычного кантона Тичино, который ранее входил в регион Ломбардия.
Известны и другие художники, члены этой большой семьи, и ещё множество однофамильцев — архитекторов, скульпторов и живописцев в Лугано, Венеции, Милане, Парме, Брешии и Лукке.
Туллио Ломбардо вместе с отцом Пьетро участвовал в создании большинства его скульптурных произведений. Вместе с сыном Санте Ломбардо был строителем Палаццо Вендрамин-Калерджи (подвергается сомнению позднейшими исследованиями), а также, более обоснованно, Скуолы Гранде ди Сан-Марко. Члены семьи участвовали также в создании Дворца дожей и, таким образом, «внесли свой вклад в формирование уникального стиля венецианской архитектуры».

## Галерея

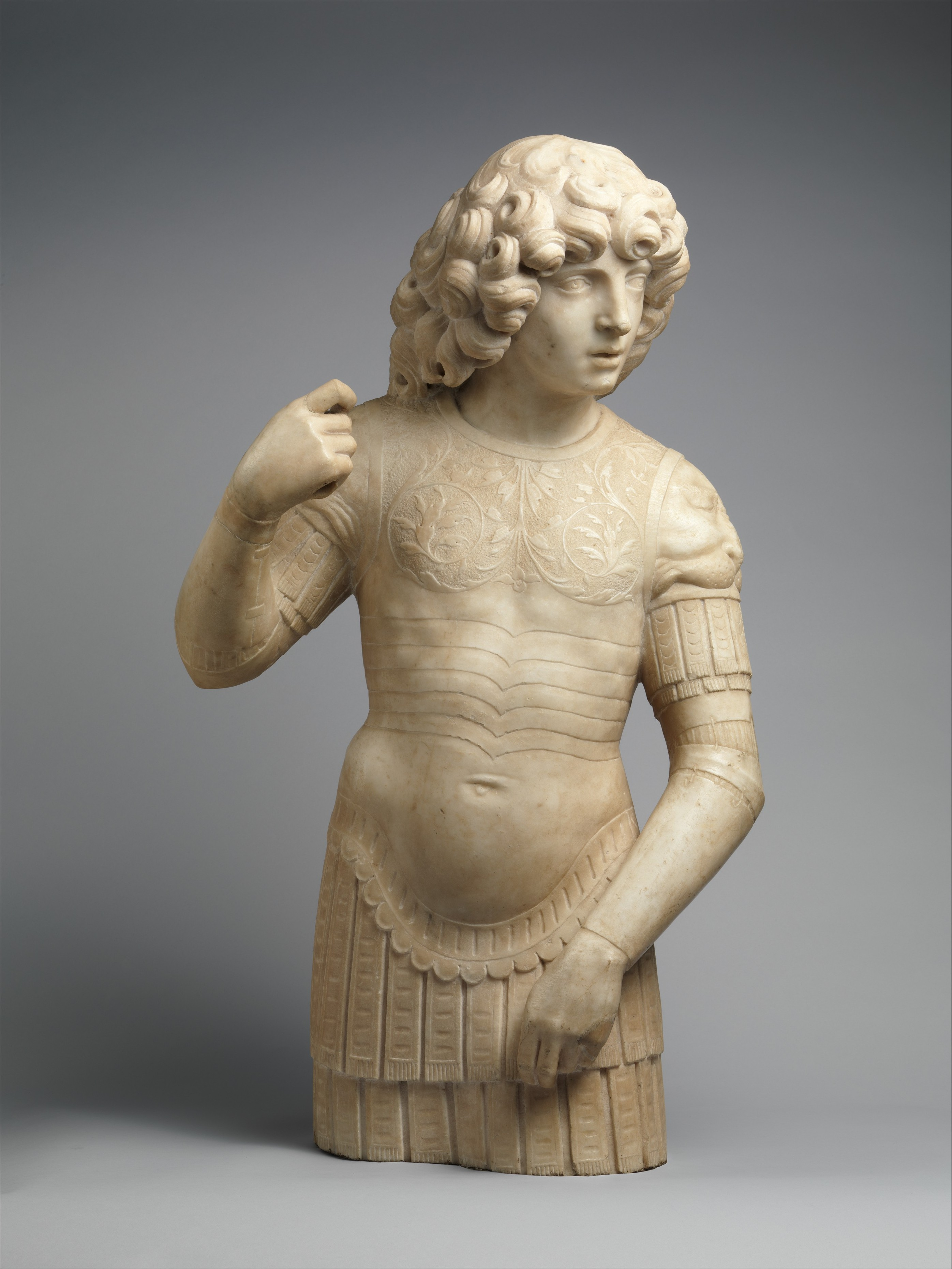
Молодой воин. 1490-е гг. Мрамор. Метрополитен-музей, Нью-Йорк
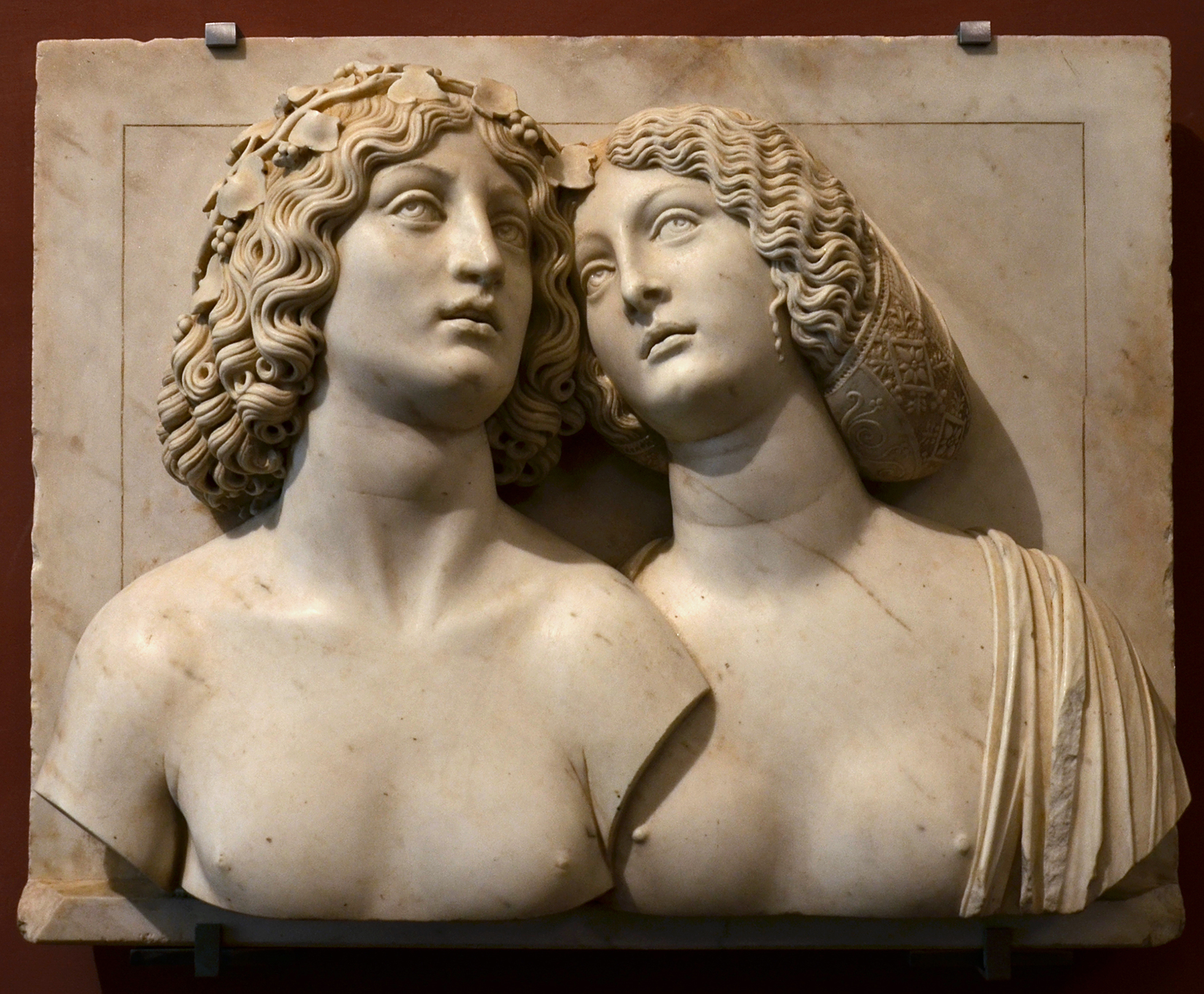
Молодая пара (Бахус и Ариадна). Ок. 1508 г. Венеция. Мрамор. Музей истории искусств, Вена
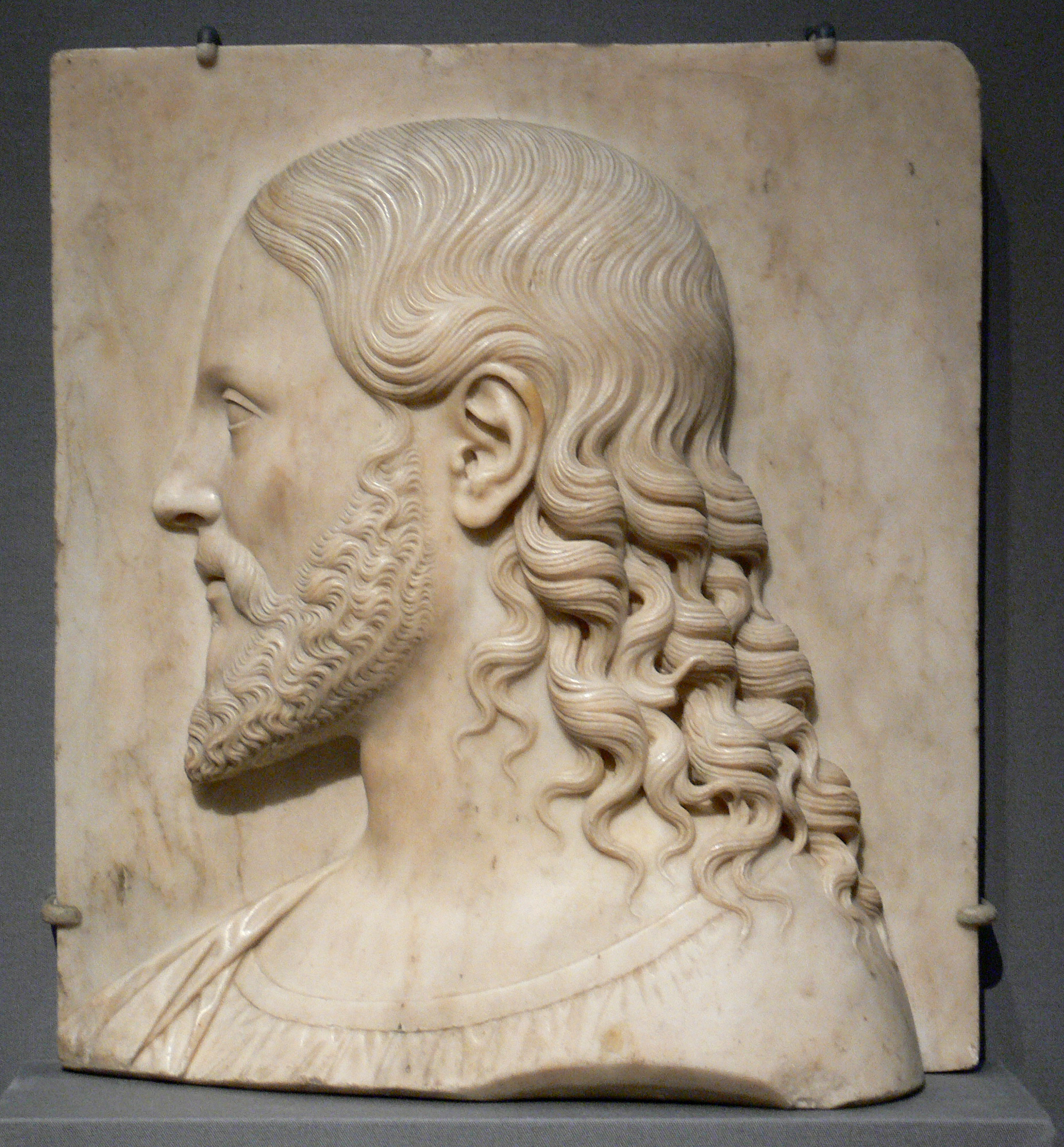
Христос-Спаситель. Ок. 1500 г. Мрамор. Музей искусств Кимбела, Техас
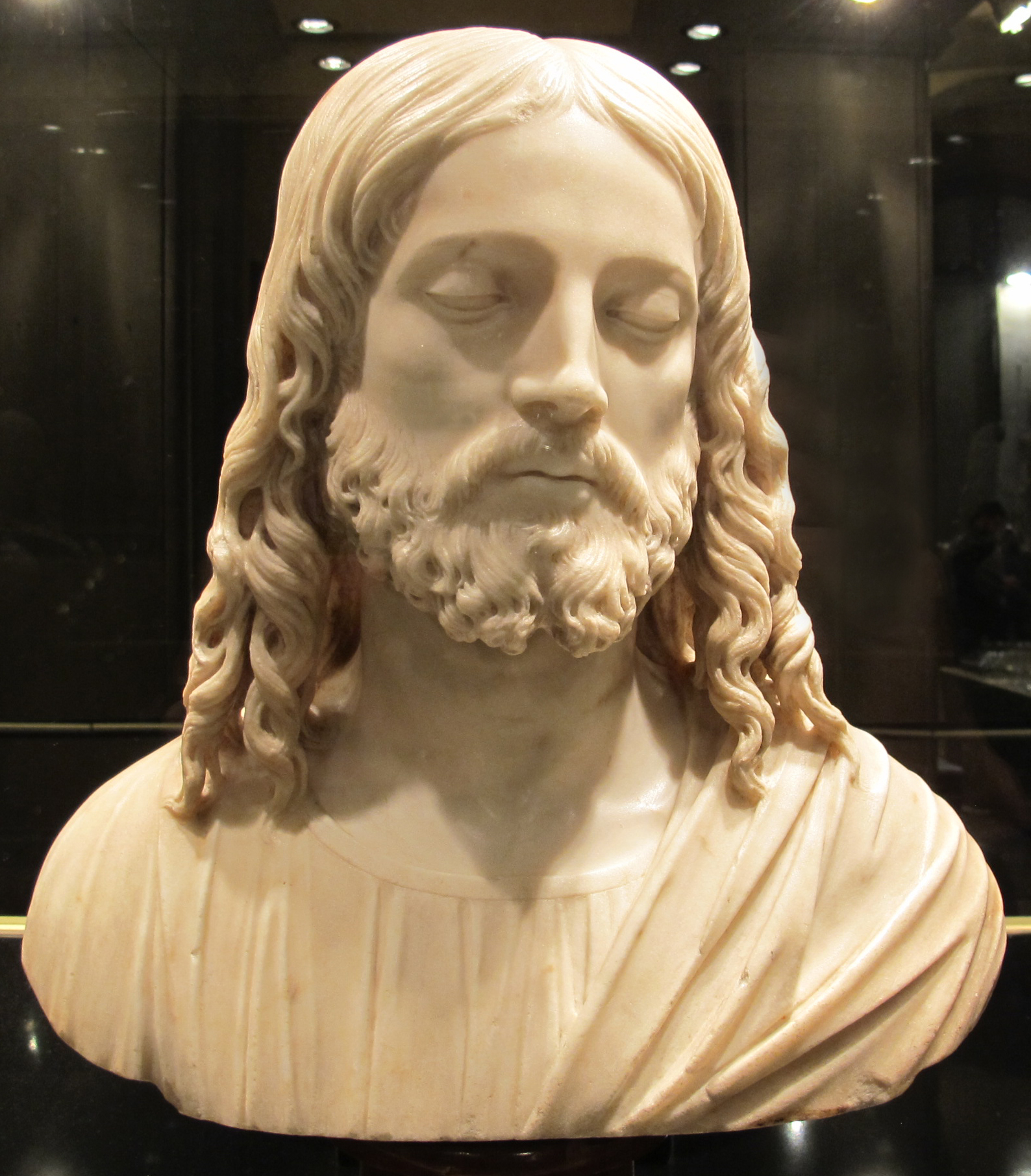
Христос. 1520. Мрамор. Барджелло, Флоренция
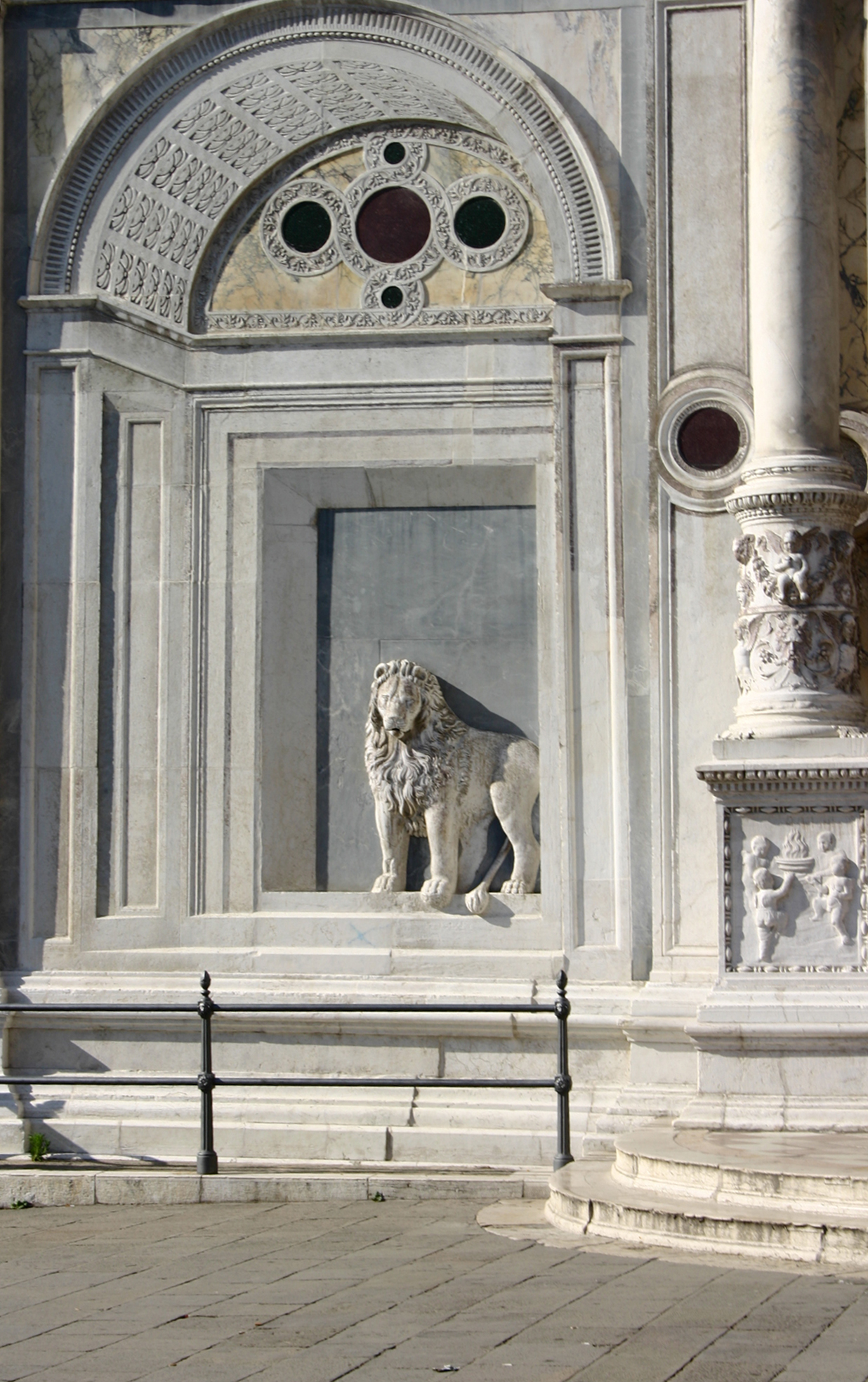
Рельеф перспективной арки-обманки первого яруса главного фасада Скуолы-Гранде-ди-Сан-Марко в Венеции. Ок. 1505 г.
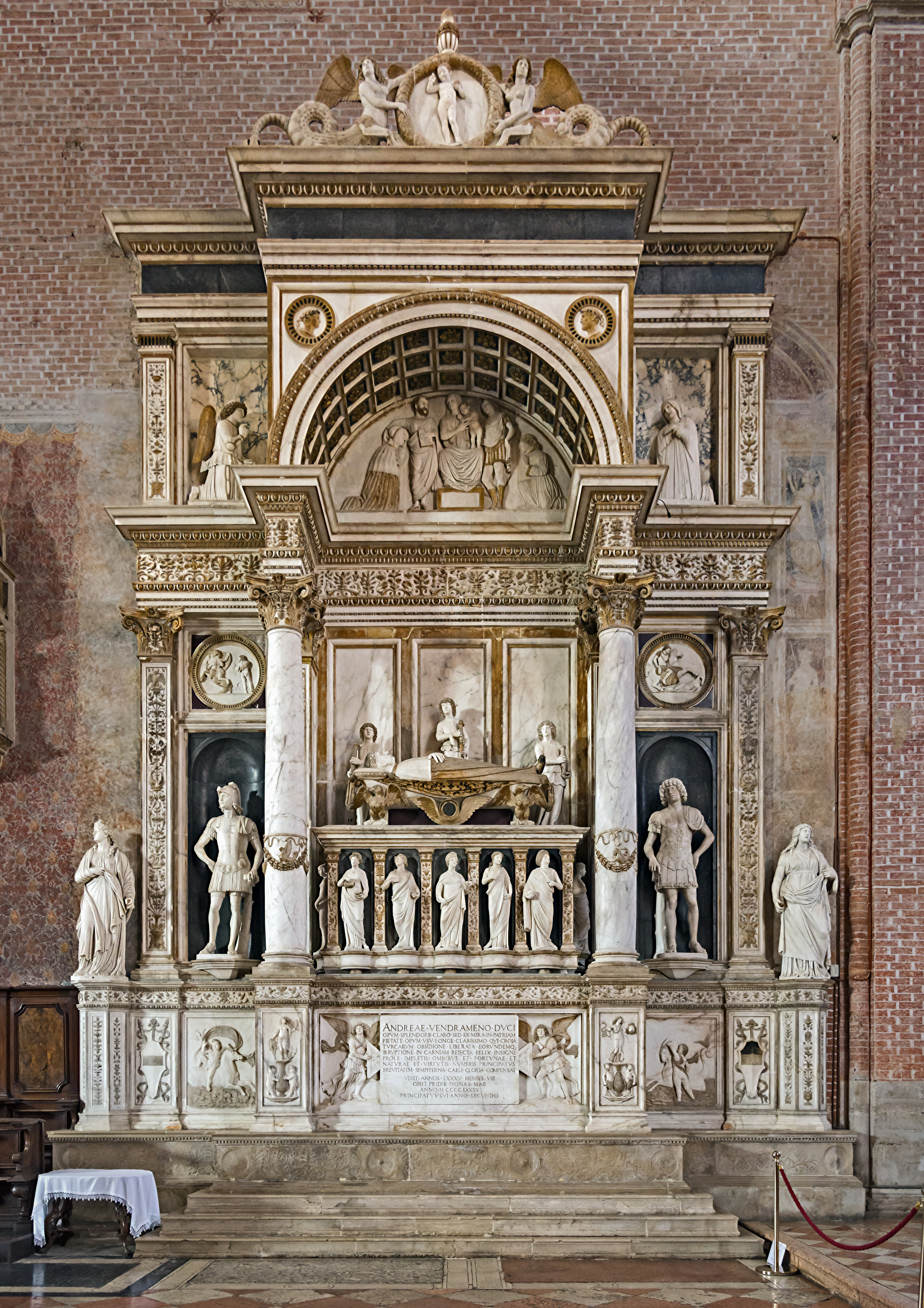
Надгробный монумент дожу Андреа Вендрамину. Совместно с Антонио Ломбардо. Хор базилики Санти-Джованни-э-Паоло, Венеция
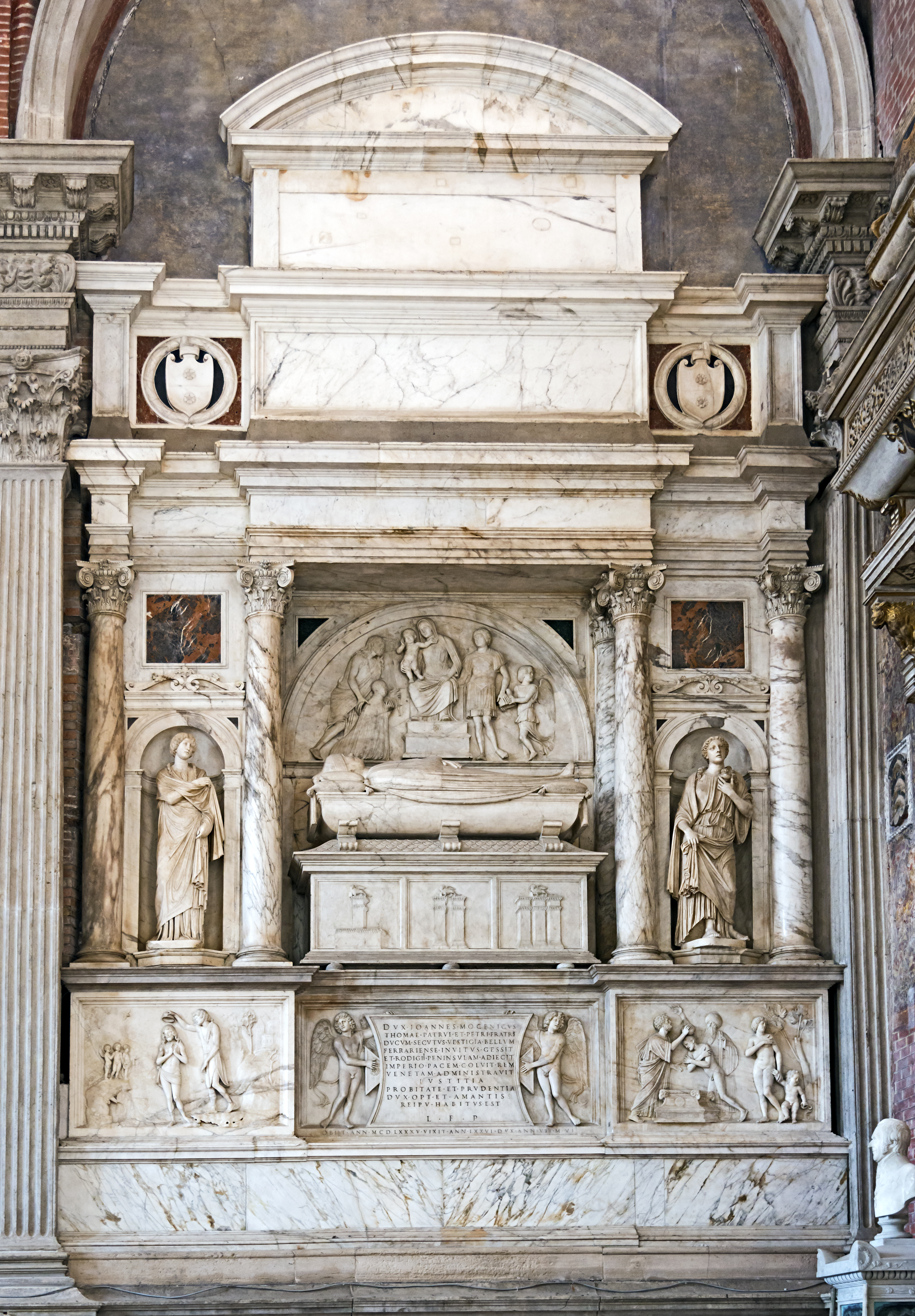
Надгробный монумент дожа Джованни Мочениго в базилике Санти-Джованни-э-Паоло в Венеции
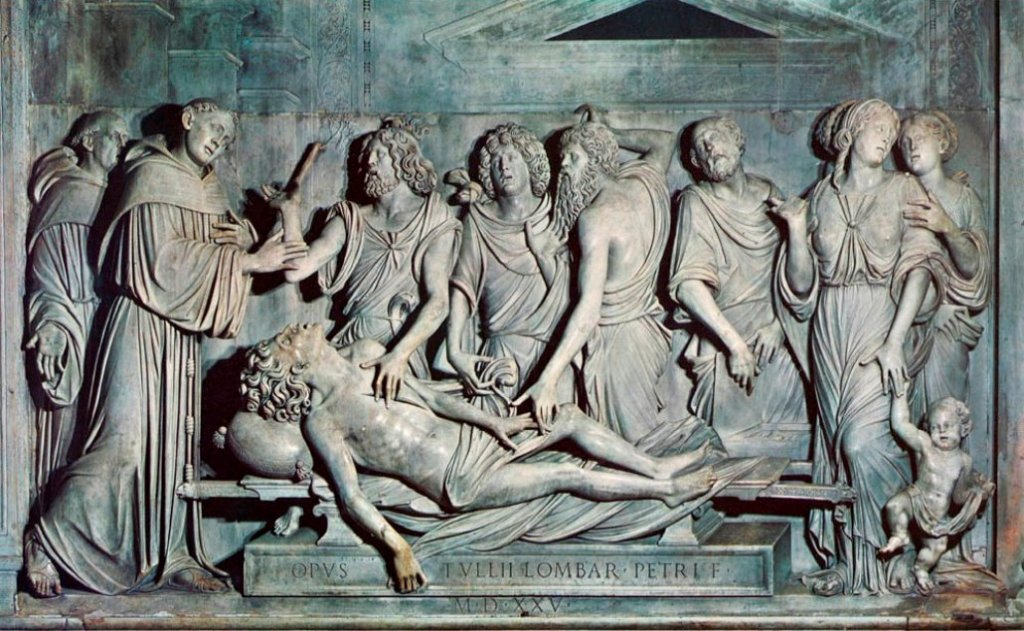
Чудо с сердцем ростовщика. 1500—1502. Мрамор. Рельеф гробницы Св. Антония в Базилике дель-Санто, Падуя

Другие работы:
- Закончил начатое Джорджо Спавенто строительство церкви Сан-Сальвадор в Венеции (1507—1534)
- Рельеф главного алтаря церкви Сан-Джованни-Кризостомо в Венеции
- Мраморные рельефы «Святой Антоний открывает гробницу скупого» и «Святой Антоний исцеляет сломанную ногу юноши» в капелле Святого Антония в Падуе (1500—1502)
- Памятник сенатору Пьетро Бернардо в базилике Фрари в Венеции (1524)
- Главный алтарь, памятник Якопо Пезаро и барельефы стасидий в базилике Фрари в Венеции (совместно с братом Антонио Ломбардо)
- Погребальная статуя Гвидарелло Гвидарелли (ит.) в Общественной Пинакотеке (ит.) в Равенне (1525)